# Brooks Curry
Brooks Curry (20 de janeiro de 2001) é um nadador estadunidense, campeão olímpico.

## Carreira
Curry conquistou a medalha de ouro nos Jogos Olímpicos de Verão de 2020 em Tóquio na prova de revezamento 4×100 m livre masculino, ao lado de Caeleb Dressel, Blake Pieroni, Bowe Becker e Zach Apple, com a marca de 3:08.97.